# Prix littéraire de l'Académie Bangla
Le prix littéraire de l'Académie Bangla (bengali : বাংলা একাডেমসাহCOPY16 সাহিত্য পুরস্কংলCOPY17ার ; Bangla Academy Shahitya Puroshkar), est attribué par l'académie Bangla du Bangladesh en reconnaissance du génie créateur dans le domaine du progrès et de la contribution globale dans le domaine de la langue et de la littérature bengali.
Introduit en 1960, il reconnaissait six catégories : poésie, romans, nouvelles, essais, essais, littérature jeunesse et traduction. À partir de 1985, deux autres prix ont été créés pour reconnaître l'ensemble des contributions à la langue et à la littérature bengalies.
Actuellement, le prix Bangla est décerné dans trois domaines :
- Poésie, roman et nouvelle
- Recherche, essai et science
- Traduction, théâtre et littérature jeunesse

## Récipiendaires
- Abul Mansur Ahmed (1960)[3].
- Humayun Ahmed, (1981)
- Bashir Al Helal (1993)
- Shahriyar Kabir (1995)